# جانی ماری
جانی ماری (انگلیسی: Johnny Murray؛ ۲۵ فوریه ۱۸۹۸ – ۱۲ نوامبر ۱۹۵۴) بازیکن فوتبال اهل جمهوری ایرلند بود.
از باشگاه‌هایی که در آن بازی کرده‌است می‌توان به باشگاه فوتبال بوهمیان اشاره کرد.
وی همچنین در تیم ملی فوتبال جمهوری ایرلند بازی کرده‌است.